# Sroczków
Sroczków is een dorp in de Poolse woiwodschap Święty Krzyż. De plaats maakt deel uit van de gemeente Pacanów en telt 466 inwoners.